# Kanton Le Lude
Kanton Le Lude is een kanton van het Franse departement Sarthe. Kanton Le Lude maakt deel uit van het arrondissement La Flèche en telde 27.967 inwoners in 2020.

## Gemeenten
Het kanton Le Lude omvatte tot 2014 de volgende gemeenten:
- Chenu
- Dissé-sous-le-Lude
- La Bruère-sur-Loir
- La Chapelle-aux-Choux
- Le Lude (hoofdplaats)
- Luché-Pringé
- Saint-Germain-d'Arcé
- Savigné-sous-le-Lude
- Thorée-les-Pins

Bij de herindeling van de kantons door het decreet van 24 februari, met uitwerking op 22 maart 2015:
- werd de gemeente Thorée-les-Pins overgedragen aan het kanton La Flèche
- werden alle gemeenten van het opgeheven kanton Pontvallain, en 6 van de 7 gemeenten van het opgeheven kanton Mayet aan het kanton toegevoegd,

namelijk: 
- Aubigné-Racan
- Cérans-Foulletourte
- Château-l'Hermitage
- Coulongé
- La Fontaine-Saint-Martin
- Mansigné
- Mayet
- Oizé
- Pontvallain (hoofdplaats)
- Requeil
- Saint-Jean-de-la-Motte
- Sarcé
- Vaas
- Verneil-le-Chétif
- Yvré-le-Pôlin

Op 1 januari 2018 werd de gemeente Dissé-sous-le-Lude toegevoegd aan de gemeente Le Lude, die daarmee het statuut van 'commune nouvelle' kreeg.